# Kámbos Doxaroú (Réthymnon)
Kámbos Doxaroú, en grec moderne : Κάμπος Δοξαρού (« Plaine de Doxaró »), est un village du dème de Mylopótamos, en Crète, en Grèce. Selon le recensement de 2011, la population de Kámbos Doxaroú compte 91 habitants. Il est situé à une altitude de 220 m et à une distance de 44 km de Réthymnon.